# Terrie Snell
Terrie Snell (ur. 1944) – amerykańska aktorka.

## Wybrana Filmografia
- 1990: Kevin sam w domu jako Ciocia Leslie
- 1992: Kevin sam w Nowym Jorku jako Ciocia Leslie
- 1992: Amityville 1992:Najwyższy czas jako pani Tetmann
- 2005: Z ust do ust jako Gość partyjny
- 2008: Nie zadzieraj z fryzjerem
- 2016: Figurantka jako Pani Griffin